# Маршрутно-квалификационная комиссия
Маршрутно-квалификационная комиссия (МКК) — комиссия, общественный орган туристско-спортивных организаций, осуществляющий экспертное оценивание туристского похода на этапе планирования и подведения результатов (зачёта туристского опыта) прохождения туристского маршрута.
Вертикально-интегрированная система маршрутно-квалификационных комиссий формирует перечень эталонных маршрутов по всем видам спортивного туризма. Местные и региональные МКК в дополнении к глобальному (всесоюзному) перечню туристских маршрутов продолжают нарабатывать и классифицировать местные маршруты, увеличивая популярность активного и спортивного туризма.

Штампом общественного органа МКК заверяются маршрутные документы туристов-спортсменов

## Описание деятельности экспертного органа
МКК создаются при организациях спортивного туризма и имеют иерархичность подчинения. МКК высшего уровня иерархии создана при Туристско-спортивном союзе России, ей подчиняются МКК, созданные при туристско-спортивных союзах субъектов Российской Федерации и т. д.
В состав МКК, как правило, входят наиболее опытные, квалифицированные и авторитетные туристы. МКК:
- дают туристам, собирающимся в поход, консультации по выбору маршрута;
- экспертно оценивают способность группы пройти данный маршрут и осуществляют выпуск на маршрут;
- рассматривают отчётные документы о совершенных походах и документы о присвоении спортивных званий и разрядов по спортивному туризму;
- проводят разбор несчастных случаев, произошедших во время туристических походов, нарушений правил безопасности в походах;
- отслеживают выполнение группами контрольных сроков и информируют МЧС в случае превышения контрольных сроков.

Маршрутно-квалификационные комиссии создаются и действуют в соответствии с «Положением о туристских маршрутно-квалификационных комиссиях». Действующая версия Положения примерно каждые 4 года публикуется в журнале «Русский турист».
Перед выходом на маршрут группа туристов обращается в МКК и представляет на рассмотрение заявочные документы:
- маршрутную книжку (2 экз.);
- описания и фотографии участков предстоящего маршрута (как правило, берутся из отчетов групп, ранее посещавших данный район);
- картографический материал;
- справки, подтверждающие туристический опыт участников группы.

При рассмотрении документов МКК вправе назначить контрольную проверку готовности группы на местности. Во время такой проверки члены МКК контролируют практические умения группы решать задачи, которые могут возникнуть в планируемом походе. Иногда проверки на местности проводятся централизованно — в виде кросс-похода или соревнований.
После похода группа отчитывается перед МКК, выпустившей группу в поход. Отчёт может быть устным (как правило — для походов низких категорий сложности) или письменным. Отчёт должен включать материалы, подтверждающие прохождение группой маршрута и сложность этого маршрута, письменный отчёт — также описания, которые позволят подготовиться к прохождению подобного маршрута другим группам. Отчёты хранятся в библиотеке, создаваемой при МКК и являются основным способом накопления туристского опыта, на котором базируется её работа.

## Заключения МКК при выпуске группы
Рассмотрев материалы заявленного туристского похода группы под руководством указанного лица МКК делает основные 4 экспертные заключения, устанавливает, что:
1. Туристский маршрут соответствует (не соответствует) заявленной категории сложности.
2. Туристский опыт руководителя группы соответствует (не соответствует) технической сложности маршрута.
3. Туристский опыт участников группы соответствует (не соответствует) технической сложности маршрута.
4. Заявочные материалы отвечают (не отвечают) установленным требованиям.

Кроме того, МКК выдаёт предписания по организации спортивного туристского маршрута:
1. Группа под руководством заявленного руководителя группы имеет (не имеет) право совершить данный поход.
2. Срок сдачи и объём отчёта о походе (письменный полный/краткий или устный).
3. Группа обязана направить сообщение по форме 6-ТУР или явиться лично в ПСО/ПСС (Поисково-спасательную службу/отряд) по указанному адресу.
4. О контрольных пунктах и сроках прохождении туристского маршрута: группа должна сообщить из стартового и конечного /возможно, и промежуточного/ пункта (какие пункты, в какие сроки). Контрольный срок истекает в 24.00 даты указанной в маршрутной книжке формы № 3-ТУР. Нарушение контрольных сроков является основанием начала поисково-спасательных работ с привлечением государственных структур МЧС.

## МКК в России
- Региональные МКК Федерации спортивного туризма России: 62 штуки, реестр
- Москва, Московский городской центральный туристский клуб (МГЦТК), библиотека отчётов
  - МКК ГБОУДО г. Москвы «Московский детско-юношеский центр экологии, краеведения и туризма»
  - МКК ЦСТ МАИ (Центральная секция туризма спортивного клуба Московского государственного авиационного института)
- Томск, Центр социальных инициатив, Томская федерация спортивного туризма, Томск, ул. Елизаровых, 19/1
- Краснодар, МКК Краснодарской краевой федерации
- г. Березники Пермского края, Электронная туристко-спортивная маршрутно-квалификационная комиссия
- Башкирская республиканская маршрутно-квалификационная комиссия (РМКК)